# Patrick Perrier
Pour les articles homonymes, voir Perrier.
Pas d'image ? Cliquez ici

a Compétitions nationales et continentales officielles uniquement.

b Matchs officiels uniquement.
Dernière mise à jour le 22 juillet 2015.
Patrick Perrier, né le 20 janvier 1957 à Bayonne et mort le 22 juillet 2015 près de Bidarray, est un joueur français de rugby à XV qui a joué avec l'équipe de France et l'Aviron bayonnais, évoluant au poste de trois-quarts centre (1,78 m pour 83 kg). Il fut ensuite professeur d'éducation physique, et directeur de la salle Lauga de Bayonne.

## Carrière de joueur
Il joue en club avec l'Aviron bayonnais. Il a disputé son premier test match le 6 février 1982 contre l'équipe du pays de Galles, et le dernier contre l'équipe d'Irlande, le 20 mars 1982.

## Palmarès
- Championnat de France de première division :
  - Vice-champion (1) : 1982
- Challenge Yves du Manoir :
  - Vainqueur (1) : 1980

## Statistiques en équipe nationale
- Sélection en équipe nationale : 4 en 1982
- Tournoi des Cinq Nations disputé : 1982